# 梅佐拉米亚 (土卫六)
梅佐拉米亚（Mezzoramia）是土星最大的卫星土卫六上一处位于南纬70度、西经0度的黑暗反照率特征（区），它是意大利传说中的非洲幸福绿洲——梅佐拉米亚所命名。  